# Врубовка
Вру́бовка (укр. Врубівка) — посёлок в Северодонецком (до 2020 года — в Попаснянском) районе Луганской области Украины.

## История
Посёлок городского типа с 1963 года.
В январе 1989 года численность населения составляла 1323 человека.
В июле 1995 года Кабинет министров Украины утвердил решение о приватизации находившегося здесь совхоза.
На 1 января 2013 года численность населения составляла 1004 человека.
В ходе вторжения России на Украину в 2022 году Врубовка стала ареной ожесточенных боев. По утверждению украинских властей, в середине июня российские войска в ходе боев за Врубовку нанесли удары с использованием тяжёлых огнемётных систем. В результате сильно пострадала гражданская инфраструктура посёлка, сгорело много домов.